# Isenach
L'Isenach és un afluent de la riba esquerra del Rin a la regió del Palatinat, a l'estat Renània-Palatinat. Té gairebé 36 quilòmetres de longitud.
Neix al nord del Bosc del Palatinat (Pfälzerwald), a uns 2 km al sud-oest de Carlsberg. El curs del riu està orientat inicialment cap al sud-est, i després, passada la presa d'Isenachweiher, pren direcció a l'est en una ruta que pren també la Bundesstraße 37.
A Bad Dürkheim, l'Isenach penetra el massís del Haardt, a la vora oriental del bosc palatí. Entra a la terra de turons que s'estenen a banda i banda de la Ruta Alemanya del Vi. A continuació, passa a la Plana del Rin, que creua cap al nord-est. Entre Lambsheim i Frankenthal, el Floßbach desemboca a la dreta de l'Isenach.
A la ciutat de Frankenthal, l'Isenach gira cap al nord. A continuació, s'hi uneix el Fuchsbach des de l'esquerra. Llavors flueix a través del suburbi de Mörsch, on l'Isenach es coneix com a "Mörschbach", abans de passar pel sud-est de Bobenheim-Roxheim. Finalment s'uneix al Rin a 4 quilòmetres (2,5 mi) al sud de Worms.